# Artur Boruc
Artur Boruc [ˈartur ˈbɔruts] (* 20. Februar 1980 in Siedlce) ist ein ehemaliger polnischer Fußballtorwart, der 65 Mal im Nationalteam eingesetzt wurde.

## Vereinskarriere

### In Polen
Seine Karriere begann Boruc 1998 in seiner Heimatstadt bei Pogoń Siedlce. Nur ein Jahr später wechselte Boruc zu Legia Warschau, wo er zunächst nur im Reserveteam eingesetzt wurde. Nach einem halben Jahr wurde er an Dolcan Ząbki ausgeliehen, einem Verein, der damals in der 2. polnischen Liga spielte. Nach seiner Rückkehr zu Legia bestritt er im März 2002 sein erstes Spiel in der Ekstraklasa, der ersten polnischen Liga. In dieser Saison konnte er auch seinen ersten großen Titel feiern, als er mit Legia Warszawa polnischer Meister wurde.
In der zweiten Hälfte der Saison 2002/03 wurde Boruc zum Stammtorwart von Legia und spielte von da an regelmäßig in der Ekstraklasa. Im Juni 2004 schoss er das bislang einzige Tor in seiner Profikarriere, als er beim 6:0-Sieg über Widzew Łódź einen Elfmeter verwandelte.

### In Schottland

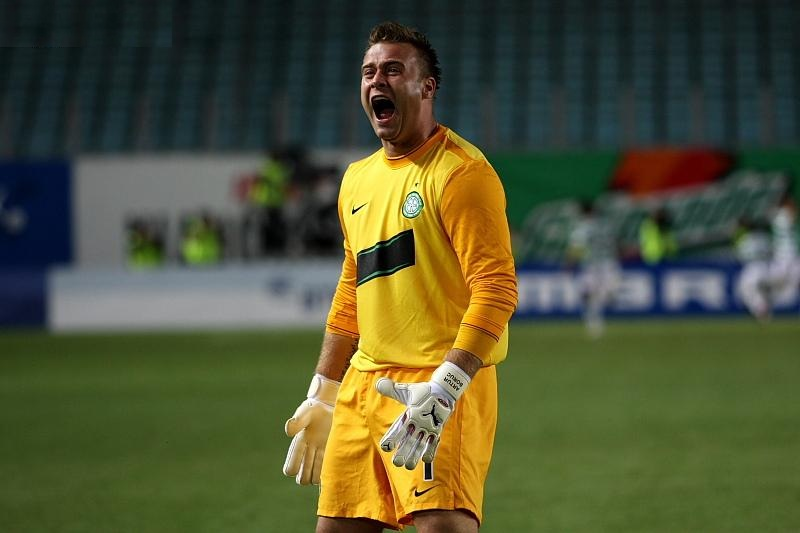
Artur Boruc

Am 20. Juni 2005 wurde er zunächst für ein Jahr an den schottischen Klub Celtic Glasgow ausgeliehen. Dieses Leihgeschäft beinhaltete eine Kaufoption, die Celtic auch nutzte, um Boruc bis 2009 unter Vertrag zu nehmen. Am 5. Januar 2008 verlängerte er seinen Vertrag bei den „Grün-Weißen“ bis zum 30. Juni 2011.
Seine Zeit bei Celtic verlief für Boruc sehr erfolgreich. Er gewann dreimal in Folge die schottische Meisterschaft und erreichte in den Saisons 2006/07 sowie 2007/08 mit Celtic jeweils das Achtelfinale der Champions League.

### In Italien

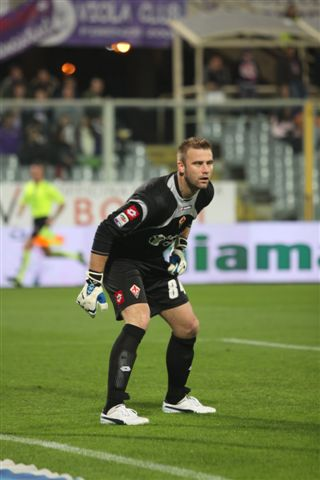
Artur Boruc im Trikot der AC Florenz

Im Juli 2010 unterschrieb er einen Zweijahresvertrag bei der AC Florenz. Nach einem Kreuzbandriss von Sébastien Frey wurde Boruc wegen starker Leistungen Stammtorwart der AC Florenz. Im Sommer 2012 wurde sein auslaufender Vertrag jedoch nicht verlängert und Boruc war zunächst vereinslos.

### In England
Ende September 2012 wurde Boruc vom englischen Erstligisten und Aufsteiger FC Southampton verpflichtet. Er unterschrieb einen Vertrag bis zum Ende der Saison 2012/13.
Zu Beginn der Saison 2014/15 wurde er bis zum Jahresende an den englischen Zweitligisten AFC Bournemouth ausgeliehen. Mit den „Cherries“ gelang ihm der Aufstieg in die Premier League. Daraufhin wurde er fest verpflichtet und blieb auch in der ersten Liga Stammtorhüter des AFC.

### Rückkehr nach Polen
Im Sommer 2020 wechselte Boruc ablösefrei nach seinem Vertragsende bei Bournemouth zu Legia Warschau in die Ekstraklasa und gewann 2021 die Meisterschaft. Daraufhin verlängerte er seinen Vertrag bis 2022.
Im Alter von 42 Jahren beendete er 2022 seine aktive Karriere.

## Nationalmannschaftskarriere
Sein Debüt in der polnischen Nationalmannschaft gab Boruc am 28. April 2004 bei einem torlosen Unentschieden gegen Irland.
Nachdem Jerzy Dudek aufgrund einer Verletzung zu Beginn der Saison 2005/06 ausgefallen war, bestritt Boruc die letzten WM-Qualifikationsspiele und hatte maßgeblichen Anteil mit seinen überdurchschnittlichen Leistungen, dass sich Polen für die Fußball-Weltmeisterschaft 2006 in Deutschland qualifizierte. Boruc lieferte sich mit Jerzy Dudek einen ähnlichen Zweikampf im Vorfeld der WM 2006 wie Jens Lehmann mit Oliver Kahn. Artur Boruc wurde schließlich vom damaligen Nationaltrainer Paweł Janas als Nummer eins für die WM nominiert. Janas verzichtete sogar ganz auf Jerzy Dudek, was zu enormen Diskussionen in den polnischen Medien führte, die nach der Auftaktniederlage bei der WM mit 0:2 gegen Ecuador noch gesteigert wurden. Polen schied bereits in der Vorrunde aus, da sich die Mannschaft auch gegen Deutschland verlor und mit nur einem Sieg gegen Costa Rica auf Platz drei der Vorrundengruppe fiel.
Bei der Europameisterschaft 2008 in Österreich und der Schweiz nahm Boruc ebenfalls als erster Torwart der polnischen Nationalelf teil. Polen schied nach einem Remis und zwei Niederlagen in der Vorrunde aus. In der Zeit danach kam er noch zu einigen Einsätzen in der folgenden WM-Qualifikation, von 2010 bis 2012 bestritt er aber nur noch zwei Freundschaftsspiele und an der EM 2012 im eigenen Land nahm er nicht teil. Erst im Februar 2013 wurde er eine Halbzeit lang im Freundschaftsspiel gegen Irland getestet und danach kehrte er in der WM-Qualifikation wieder in den Nationalmannschaftskader zurück. Er bestritt 6 der 7 Gruppenspiele.
In der Qualifikation für die Fußball-Europameisterschaft 2016 war er die Nummer 2 im Tor hinter Wojciech Szczęsny. Er blieb ohne Einsatz, wurde aber als zweiter Ersatztorhüter ins EM-Aufgebot Polens aufgenommen. Mit 36 Jahren war er der älteste Vertreter seines Landes in Frankreich, wurde dort aber nicht eingesetzt. Anfang 2017 trat Artur Boruc aus der Polnischen Nationalmannschaft zurück.

## Kontroverse
2006 sorgte der katholische Boruc für Aufsehen, weil er im Februar in einem Spiel bei den Glasgow Rangers trotz eines entsprechenden Verbots versucht hatte, die traditionell protestantischen Fans des Gastgebers mit einer Bekreuzigung zu provozieren. Boruc erhielt dafür im August eine Geldstrafe in unbekannter Höhe sowie einen Eintrag in sein Vorstrafenregister. Sein Verein Celtic Glasgow, dessen Anhängerschaft traditionell katholisch ist, zog aus diesem Vorfall jedoch keine Konsequenzen.
Am 5. Mai 2007 kam es wieder zu einer Auseinandersetzung zwischen Boruc und den protestantischen Rangers-Fans. Nach der 0:2-Niederlage von Celtic bei den Rangers lieh sich Boruc eine Celtic-Flagge von einem Celtic-Fan und rannte damit über den ganzen Platz und winkte den verärgerten Rangers-Fans hämisch zu. Nach dem Spiel sagte er zwar, dass er einfach nur glücklich war, da Celtic trotz der Niederlage vor den Rangers schottischer Meister wurde und er so nur seine Freude zum Ausdruck bringen wollte, die Rangers-Fans sahen diese Aktion allerdings als weitere Provokation in Richtung ihres Clubs und sind seitdem endgültig nicht mehr gut zu sprechen auf Boruc. Bei den Celtic-Fans machte sich Boruc jedoch  zum Publikumsliebling.

## Sonstiges
Seit seiner Zeit bei Celtic Glasgow hält Boruc in einigen Fankreisen aufgrund seiner Paraden den Spitznamen „Spaceman“ inne. Wegen seines katholischen Glaubens wird er auch „The Holy Goalie“ genannt.
Im Jahr 2007 wurde er von der italienischen Zeitung La Gazzetta dello Sport zum drittbesten Torwart der Welt gewählt.
Am 2. November 2013 wurde er nach 17 Sekunden im Premier-League-Spiel gegen Stoke City vom gegnerischen Torwart Asmir Begović durch einen vor ihm aufsetzenden Abschlag überwunden. Das Spiel endete schließlich 1:1-Unentschieden.
Artur Boruc war mit seiner ersten Frau Katarzyna von 2001 bis 2009 verheiratet. Mit ihr hat er einen Sohn, welcher am 11. Juni 2008 während der Fußball-EM 2008 geboren wurde. Ab 2010 war er mit dem Modell Sara Mannei liiert, die er 2014 geheiratet hat. Am 3. August 2010 wurde ihre gemeinsame Tochter geboren.

## Erfolge
- Aufstieg in die Premier League: 2015
- Schottischer Meister: 2006, 2007, 2008
- Schottischer Pokalsieger: 2005, 2007
- Schottischer Ligapokalsieger: 2006, 2009
- Polnischer Meister: 2002, 2021
- Polnischer Ligapokalsieger: 2002
- Polnischer Torhüter des Jahres: 2005, 2006, 2007
- WM-Teilnehmer: 2006
- EM-Teilnehmer: 2008, 2016